# Gotha G V
A Gotha G V egy első világháborús, háromüléses német bombázó repülőgép.

## Története

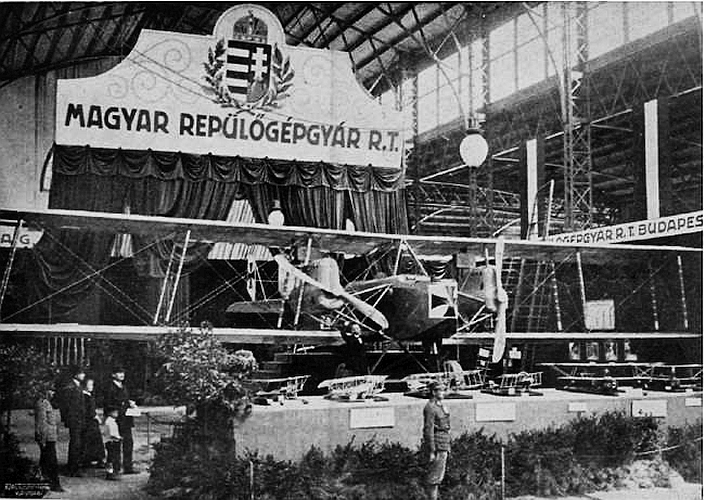
A Magyar Repülőgépgyár RT. által gyártott (Ganz leányvállalat) kétmotoros bombázó a kiállításon, amelyet a Gotha G V német licenc alapján gyártottak hazánkban

A Gotha az első világháború legismertebb kétmotoros német bombázógépe volt. 1917 tavaszán jelent meg a Gotha IV továbbfejlesztett változata, a Gotha V. Mindkét típust több változatban gyártották. Arra szánták őket, hogy az antant hátországát bombázzák. Többnyire Anglia (főként pedig London) elleni támadásokra használták a Gothákat, kezdetben nappal, később éjszaka. A gyakori, több géppel végrehajtott attakok hatására a civil lakosság rettegésének tárgyává váltak. Nagyszerű motorokkal rendelkeztek, géppuskáik pedig megfelelő védelmet biztosítottak számukra. Légiharcban nehezen boldogultak vele a vadászok, több áldozatot szedett közülük a légvédelem, de a legnagyobb veszteségek balesetekből eredtek. A bombázások egészen 1918 májusáig tartottak, a Bombengeschwader 3 gépei majd' 85 ezer kg bombát dobtak le ellenséges célokra.

## Megrendelő és üzemeltető országok
Német Birodalom
- Luftstreitkräfte

## Technikai adatok
- Fesztávolság: 23,70 m
- Hossz: 11,86 m
- Tömeg: max. 3975 kg
- Sebesség: 140 km/h (3650 m-en)
- Bevetési idő: 1 óra
- Motor: 2 db 6 hengeres Mercedes D IVa ; 260 LE
- Fegyverzet: 2 db Parabellum géppuska ; 300–500 kg bomba